# Daihatsu Sonica
El Daihatsu Sonica (ダイハツ・ソニカ, Daihatsu Sonika) fou un automòbil lleuger o kei car produït pel fabricant d'automòbils japonés Daihatsu entre els anys 2006 i 2009. Fou una berlina esportiva kei de cinc portes successora no oficial del Daihatsu Max.

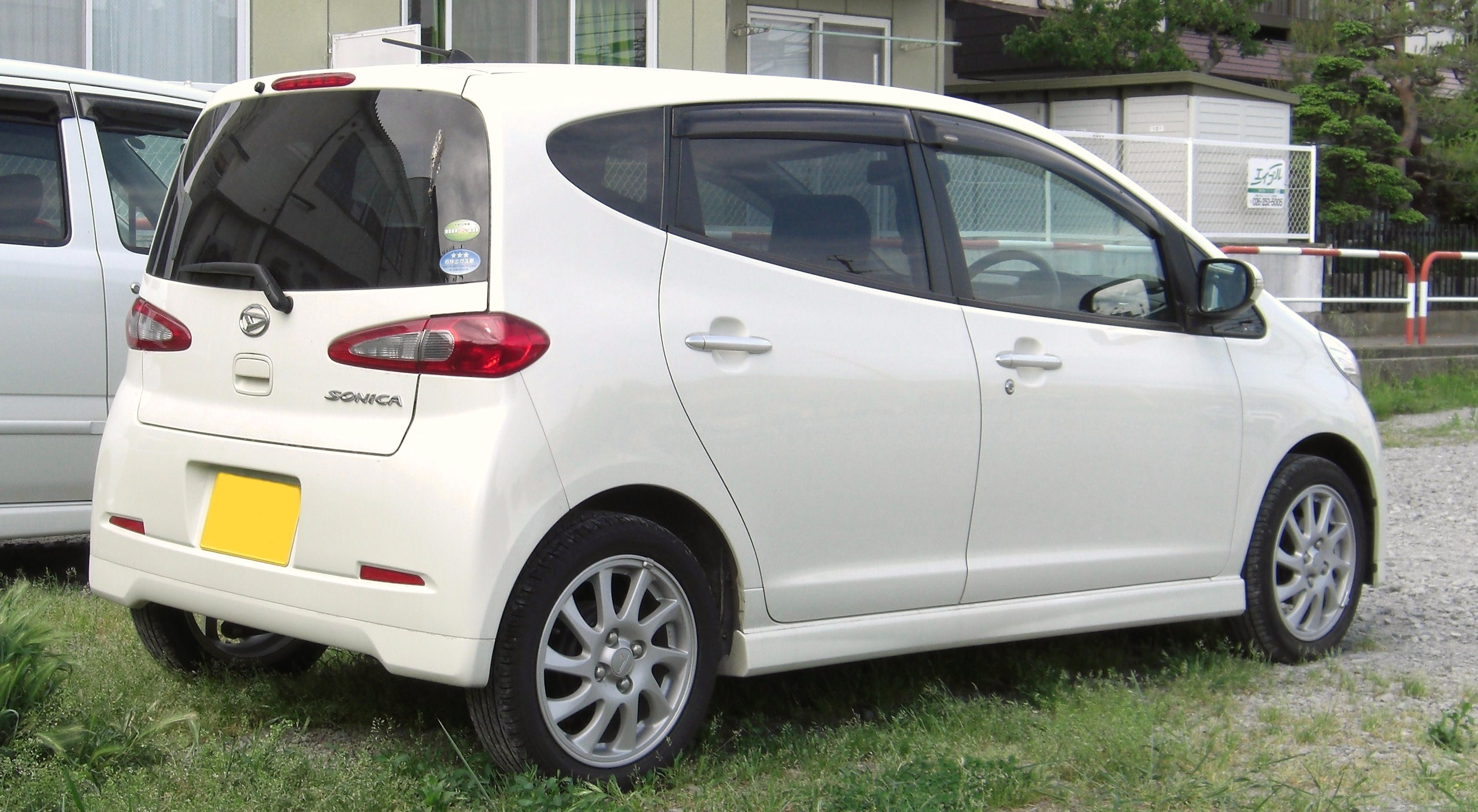
Sonica (2006-2007)

El Sonica fou presentat com a prototip amb el nom de SK Tourer al Saló de l'Automòbil de Tòquio de 2005. Va eixir finalment al mercat el 19 de juny de 2006. Els graus d'equipament inicials eren "R", "RS" i "RS Limited".
El model equipava una motorització de 658 centímetres cúbics i tres cilindres en línia amb turbocompressor. A més, únicament equipava una transmissió CVT. El model podia dur tracció al davant o a quatre rodes.

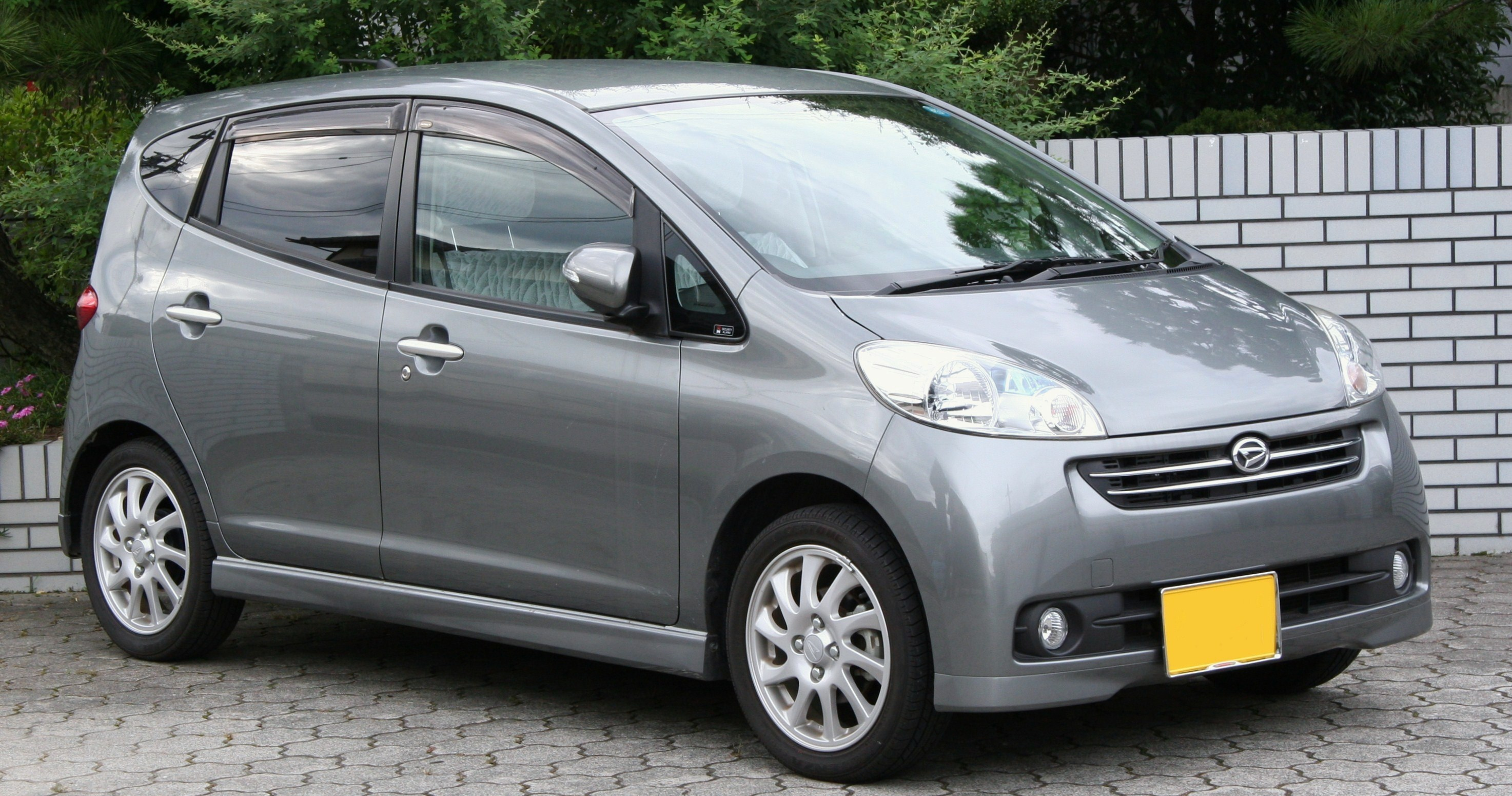
Sonica (2007-2009)

El maig de 2009 es va detindre la producció del Daihatsu Sonica i només un mes després ho va fer la seua comercialització. Durant els tres anys de producció del model, es van fabricar unes 29.244 unitats del Sonica. Degut a les baixes vendes, el Sonica mai va tindre un model successor directe fins l'aparició del Daihatsu Cast Sport. No obstant això, fins l'eixida al mercat del Cast l'any 2016, el Daihatsu Mira Custom RS va cobrir l'espai de berlina esportiva kei deixat pel Sonica.